# Білолипецька Інна Ярославівна
Інна Ярославівна Білолипецька — директор фірми «Видавництво імені Олени Теліги», м. Київ. Заслужений працівник культури України.